# Louzes
Louzes ist eine französische Gemeinde mit 104 Einwohnern (Stand: 1. Januar 2022) im Département Sarthe in der Region Pays de la Loire; sie gehört zum Arrondissement Mamers und zum Kanton Mamers (bis 2015: Kanton La Fresnaye-sur-Chédouet). Die Einwohner werden Louziens genannt.

## Geographie
Louzes liegt etwa 50 Kilometer nordnordöstlich von Le Mans. Umgeben wird Louzes von den Nachbargemeinden Villeneuve-en-Perseigne im Norden und Westen, Les Aulneaux im Osten und Nordosten, Contilly im Osten und Südosten, Aillières-Beauvoir im Süden und Südosten sowie Villaines-la-Carelle im Süden. Sie gehört zum Regionalen Naturpark Normandie-Maine.

## Bevölkerungsentwicklung
| 1962                      | 1968 | 1975 | 1982 | 1990 | 1999 | 2006 | 2013 |
| ------------------------- | ---- | ---- | ---- | ---- | ---- | ---- | ---- |
| 184                       | 160  | 154  | 139  | 114  | 118  | 105  | 98   |
| Quelle: Cassini und INSEE |      |      |      |      |      |      |      |

## Sehenswürdigkeiten
- Kirche Sainte-Marie
- Renaissanceschloss La Gastine
- Schloss La Tournerie aus dem 16. Jahrhundert

## Persönlichkeiten
- Michel Serrault (1928–2007), Schauspieler, lebte 22 Jahre auf Schloss Tournerie